# 태멀라 존스
태멀라 존스(Tamala Jones, 1974년 11월 12일 ~ )는 미국의 배우이다.

## 출연 작품
- 씽스 네버 세드 (2012)
- 35 앤 티킹 (2011)
- Janky Promoters (2009)
- 더 허슬 (2008)
- 캣 윌리엄스: 아메리칸 허슬 (2007)
- 프로텍트 앤 서브 (2007)
- 후즈 유어 캐디? (2007)
- 대디 데이 캠프 (2007)
- 왓 러브 이즈 (2007)
- 컨페션스 (2006)
- 롱 디스턴스 (2005)
- 헤드 오브 스테이트 (2003)
- 온 더 라인 (2001)
- 투 캔 플레이 댓 게임 (2001)
- 킹덤 컴 (2001)
- 브라더스 (2001)
- 이웃집 개 죽이는 법 (2000)
- 리틀 리차드 (2000)
- 레이디스 맨 (2000)
- 비트 보이스 (2000)
- 프라이데이 2 - 넥스트 프라이데이 (2000)
- 더 우드 (1999)
- 경찰서를 털어라 (1999)
- 더 이상 참을 수 없어 (1998)
- 더블 데이트 대소동 (1997)

### 텔레비전
- ER (1995)
- One on One (2001-05)
- 캐슬 (2009-16)